# Tour de France 2007/17. Etappe
| Etappe 17                          |                     |                         |
| Ergebnis der 17. Etappe            |                     |                         |
| Etappensieger                      | Daniele Bennati     | 4:14:03 h (44,519 km/h) |
| Zweiter                            | Markus Fothen       | gl. Zeit                |
| Dritter                            | Martin Elmiger      | gl. Zeit                |
| Vierter                            | Jens Voigt          | gl. Zeit                |
| Fünfter                            | David Millar        | + 2:41 min              |
| Sechster                           | Matteo Tosatto      | + 2:43 min              |
| Siebter                            | Manuel Quinziato    | + 3:20 min              |
| Achter                             | Daniele Righi       | gl. Zeit                |
| Neunter                            | Tom Boonen          | + 9:37 min              |
| Zehnter                            | Sébastien Chavanel  | gl. Zeit                |
| Kämpferischster Fahrer             | Jens Voigt          | Jens Voigt              |
| Zwischenstände nach der 17. Etappe |                     |                         |
| Gelbes Trikot                      | Alberto Contador    | 80:42:08 h              |
| Zweiter                            | Cadel Evans         | + 1:53 min              |
| Dritter                            | Levi Leipheimer     | + 2:49 min              |
| Grünes Trikot                      | Tom Boonen          | 212 P.                  |
| Zweiter                            | Robert Hunter       | 190 P.                  |
| Dritter                            | Erik Zabel          | 187 P.                  |
| Gepunktetes Trikot                 | Mauricio Soler      | 206 P.                  |
| Zweiter                            | Alberto Contador    | 128 P.                  |
| Dritter                            | Jaroslaw Popowytsch | 104 P.                  |
| Weißes Trikot                      | Alberto Contador    | 80:42:08 h              |
| Zweiter                            | Mauricio Soler      | + 13:31 min             |
| Dritter                            | Amets Txurruka      | + 45:54 min             |
| Teamwertung                        | Discovery Channel   | 242:20:41 h             |
| Zweiter                            | Team CSC            | + 15:22 min             |
| Dritter                            | Caisse d’Epargne    | + 16:48 min             |

Die 17. Etappe der Tour de France 2007 am 26. Juli war 188,5 Kilometer lang und führte die Fahrer von Pau nordostwärts durch die südwestliche Region Aquitaine, im Einzelnen durch die Départements Pyrénées-Atlantiques, Hautes-Pyrénées, Gers und Tarn-et-Garonne, nach Castelsarrasin in die südwestliche Region Midi-Pyrénées. Die achte Flachetappe wies insgesamt sechs Bergwertungen der dritten und vierten Kategorie auf.
Nach dem Ausstieg des Trägers des Gelben Trikots Michael Rasmussen wegen falscher Angaben zu seinem Aufenthaltsort zu Trainingszwecken gegenüber seinem Team startete die Etappe ohne einen Träger des Führungstrikots. Zudem nahmen nur noch 19 Mannschaften an der Rundfahrt teil, nachdem die Cofidis-Mannschaft ihre Fahrer aufgrund des positiven Dopingbefundes bei Cristian Moreni zurückgezogen hatte.
Unmittelbar nach dem Start setzte sich zunächst auf Initiative von Xavier Florencio eine kleine Gruppe ab, die aber schnell wieder eingeholt wurde. Danach attackierte, nach fünf gefahrenen Kilometern, eine achtköpfige Gruppe mit Martin Elmiger, Daniele Bennati, Daniele Righi, Markus Fothen, Jens Voigt, Matteo Tosatto, Manuel Quinziato und David Millar, hinter der sich eine Verfolgergruppe bildete, die jedoch schnell wieder eingeholt wurde. In der Folge konnte sich die Ausreißergruppe auf dem zu Beginn welligen Profil nur langsam vom Feld absetzen, da dort die Mannschaft Caisse d’Epargne die Verfolgung aufgenommen hatte. Sie hielt den Vorsprung bei maximal etwa 2:30 Minuten, ehe die Verfolgung aufgegeben wurde und die Ausreißer ab 80 Kilometer vor dem Ziel ihren Vorsprung deutlich vergrößern konnten.
Auf den folgenden 50 Kilometern bauten die Ausreißer den Vorsprung auf bis zu acht Minuten aus, ehe es 19,5 Kilometer vor dem Ziel, am letzten kleinen Hügel des Tages, mit der Einigkeit in der Spitzengruppe vorbei war, da Millar erstmals attackiert hatte. Darauf folgten weitere Attacken von Voigt und Fothen, wodurch zunächst Righi und wenig später auch Quinziato zurückfiel. Nach einer weiteren Tempoverschärfung von Fothen konnten auch Millar und Tosatto nicht mehr folgen, womit nur noch Fothen, Voigt, Bennati und Elmiger in Führung blieben. Aus dieser Gruppe griff dann Voigt vier Kilometer vor dem Ziel erneut an, konnte sich aber nicht lösen, da Bennati immer wieder nachsetzte. Schließlich griff Fothen an einer kurzen Steigung 1,5 Kilometer vor dem Ziel an, aber schaffte es ebenfalls nicht sich abzusetzen. So fuhren die vier Fahrer gemeinsam auf die Ziellinie ein, wo Daniele Bennati vor Markus Fothen, Martin Elmiger und Jens Voigt gewann. Danach folgten zunächst Millar und Tosatto und dann Quinziato und Righi. Den Massensprint des Hauptfeldes, das das Ziel mit einem Rückstand von 9:37 Minuten auf den Sieger erreichte, um den neunten Platz entschied Tom Boonen für sich.
Nach dem Ausstieg von Michael Rasmussen übernahm der bisherige zweitplatzierte Alberto Contador die Führung in der Gesamtwertung mit 1:53 Minuten Vorsprung auf Cadel Evans und 2:49 Minuten auf seinen Teamkollegen Levi Leipheimer. Zudem blieben Contador in der Nachwuchswertung, Mauricio Soler in der Bergwertung, Tom Boonen in der Sprintwertung und Discovery Channel in der Teamwertung an der Spitze der verschiedenen Wertungen.

## Aufgaben
- 051 Denis Menschow – während der Etappe
- 058 Michael Rasmussen – vor dem Start der Etappe, Rückzug durch das Team auf Druck des Sponsors wegen falscher Angaben bezüglich des Aufenthaltsortes zum Training
- 141 Sylvain Chavanel – vor dem Start der Etappe, Rückzug des gesamten Teams nach positivem Dopingbefund bei Moreni
- 142 Stéphane Augé – vor dem Start der Etappe, Rückzug des gesamten Teams nach positivem Dopingbefund bei Moreni
- 145 Nick Nuyens – vor dem Start der Etappe, Rückzug des gesamten Teams nach positivem Dopingbefund bei Moreni
- 147 Staf Scheirlinckx – vor dem Start der Etappe, Rückzug des gesamten Teams nach positivem Dopingbefund bei Moreni
- 148 Rik Verbrugghe – vor dem Start der Etappe, Rückzug des gesamten Teams nach positivem Dopingbefund bei Moreni
- 149 Bradley Wiggins – vor dem Start der Etappe, Rückzug des gesamten Teams nach positivem Dopingbefund bei Moreni

## Disqualifikationen
- 144 Cristian Moreni – vor dem Start der Etappe, positiver Dopingbefund auf der 11. Etappe

## Zwischensprints
1. Zwischensprint in Rabastens-de-Bigorre (Kilometer 44,5) (215 m ü. NN)
| Erster  | Manuel Quinziato | 6 P. und 6 s |
| Zweiter | David Millar     | 4 P. und 4 s |
| Dritter | Martin Elmiger   | 2 P. und 2 s |

2. Zwischensprint in Solomiac (Kilometer 146,5) (134 m ü. NN)
| Erster  | Daniele Bennati | 6 P. und 6 s |
| Zweiter | Jens Voigt      | 4 P. und 4 s |
| Dritter | Martin Elmiger  | 2 P. und 2 s |

## Bergwertungen
Côte de Baleix, Kategorie 3 (Kilometer 23) (350 m ü. NN; 1,4 km à 8,0 %)
| Erster  | Matteo Tosatto | 4 P. |
| Zweiter | Jens Voigt     | 3 P. |
| Dritter | Markus Fothen  | 2 P. |
| Vierter | Daniele Righi  | 1 P. |

Côte de Villecomtal, Kategorie 4 (Kilometer 54) (335 m ü. NN; 3,7 km à 4,3 %)
| Erster  | Markus Fothen  | 3 P. |
| Zweiter | Matteo Tosatto | 2 P. |
| Dritter | Martin Elmiger | 1 P. |

Côte de Miélan, Kategorie 4 (Kilometer 59,5) (283 m ü. NN; 1,4 km à 5,4 %)
| Erster  | Markus Fothen  | 3 P. |
| Zweiter | Matteo Tosatto | 2 P. |
| Dritter | Martin Elmiger | 1 P. |

Côte de Sainte-Dode-aux-Croix, Kategorie 4 (Kilometer 63,5) (283 m ü. NN; 2,0 km à 5,0 %)
| Erster  | David Millar    | 3 P. |
| Zweiter | Daniele Righi   | 2 P. |
| Dritter | Daniele Bennati | 1 P. |

Côte de Theux, Kategorie 4 (Kilometer 72,5) (283 m ü. NN; 1,4 km à 6,4 %)
| Erster  | David Millar  | 3 P. |
| Zweiter | Daniele Righi | 2 P. |
| Dritter | Markus Fothen | 1 P. |

Côte de la Montagnère, Kategorie 4 (Kilometer 169,5) (283 m ü. NN; 1,4 km à 5,3 %)
| Erster  | Jens Voigt      | 3 P. |
| Zweiter | Daniele Bennati | 2 P. |
| Dritter | Markus Fothen   | 1 P. |